# Benham (lớp tàu khu trục)
Lớp tàu khu trục Benham là một lớp tàu khu trục gồm mười chiếc được Hải quân Hoa Kỳ đưa vào hoạt động trong những năm 1938-1939. Hầu hết thiết kế của chúng đều dựa trên các lớp Gridley và Bagley dẫn trước.
Hai chiếc trong lớp đã bị mất trong Chiến tranh Thế giới thứ hai; ba chiếc được tháo dỡ vào năm 1947, trong khi năm chiếc còn lại bị đánh đắm do đã bị nhiễm phóng xạ sau các vụ thử bom nguyên tử tại Thái Bình Dương.

## Những chiếc trong lớp
| Tàu              | Đặt lườn            | Hoạt động            | Ngừng hoạt động      | Số phận |
| ---------------- | ------------------- | -------------------- | -------------------- | --- |
| Benham (DD-397)  | 1 tháng 9 năm 1936  | 2 tháng 2 năm 1939   |                      | Trúng ngư lôi trong trận Hải chiến Guadalcanal, 15 tháng 11 năm 1942; bị Gwin đánh đắm                                      |
| Ellet (DD-398)   | 3 tháng 12 năm 1936 | 17 tháng 2 năm 1939  | 29 tháng 10 năm 1945 | Bán để tháo dỡ, 1 tháng 8 năm 1947                                                                                          |
| Lang (DD-399)    | 5 tháng 4 năm 1937  | 30 tháng 3 năm 1939  | 16 tháng 10 năm 1945 | Bán để tháo dỡ, 31 tháng 10 năm 1947                                                                                        |
| Mayrant (DD-402) | 15 tháng 4 năm 1937 | 13 tháng 9 năm 1939  | 28 tháng 8 năm 1946  | Hư hại do thử nghiệm bom nguyên tử tại đảo san hô Bikini, tháng 7 năm 1946. Đánh chìm như một mục tiêu, 4 tháng 4 năm 1948  |
| Trippe (DD-403)  | 15 tháng 4 năm 1937 | 1 tháng 11 năm 1939  | 28 tháng 8 năm 1946  | Hư hại do thử nghiệm bom nguyên tử tại đảo san hô Bikini, tháng 7 năm 1946. Đánh chìm như một mục tiêu, 3 tháng 2 năm 1948  |
| Rhind (DD-404)   | 22 tháng 9 năm 1937 | 10 tháng 11 năm 1939 | 26 tháng 8 năm 1946  | Hư hại do thử nghiệm bom nguyên tử tại đảo san hô Bikini, tháng 7 năm 1946. Đánh chìm như một mục tiêu, 22 tháng 3 năm 1948 |
| Rowan (DD-405)   | 25 tháng 6 năm 1937 | 23 tháng 9 năm 1939  |                      | Đắm do trúng ngư lôi từ tàu E-boat Đức giữa Salerno và Oran, 11 tháng 9 năm 1943                                            |
| Stack (DD-406)   | 25 tháng 6 năm 1937 | 20 tháng 11 năm 1939 | 29 tháng 8 năm 1946  | Hư hại do thử nghiệm bom nguyên tử tại đảo san hô Bikini, tháng 7 năm 1946. Đánh chìm như một mục tiêu, 24 tháng 4 năm 1948 |
| Sterett (DD-407) | 2 tháng 12 năm 1936 | 15 tháng 8 năm 1939  | 2 tháng 11 năm 1945  | Bán để tháo dỡ, 10 tháng 8 năm 1947                                                                                         |
| Wilson (DD-408)  | 22 tháng 3 năm 1937 | 5 tháng 7 năm 1939   | 29 tháng 8 năm 1946  | Hư hại do thử nghiệm bom nguyên tử tại đảo san hô Bikini, tháng 7 năm 1946. Đánh chìm như một mục tiêu, 8 tháng 3 năm 1948  |